# Jagdrecht
Mit dem Begriff Jagdrecht werden zwei verschiedene Sachverhalte beschrieben. Einerseits werden alle Normen des objektives Rechts, die sich mit der Jagd beschäftigen, als objektives Jagdrecht bezeichnet. Andererseits wird auch das subjektive Recht zur Jagd als subjektives Jagdrecht bezeichnet.

## Geschichte
In der Antike war die Jagd ein geradezu mystisches Ritual, ein Mittel, die Jugend zu moralischem Handeln und politischer Verantwortung zu erziehen. Xenophon sieht in seinem Werk Κυνηγετικά (Kynêgetiká) die Jagd als Bild des Krieges und Schule der Tugend. Doch bereits in dieser mystischen Sphäre zwingt die natürliche Knappheit an Wild zur Entwicklung eines Rechts, das heißt der Unterscheidung von Erlaubtem und Verbotenem. Soll der Wildbestand langfristig erhalten bleiben, muss der junge Jäger lernen, junge von alten Tieren zu unterscheiden und die jüngeren zu schonen. Noch zu Beginn des Mittelalters wird das Jagdrecht europaweit als jedermann zustehendes Nutzungsrecht angesehen. Sie dient einerseits der Nahrungsversorgung, aber andererseits auch dem Schutz vor gefährlichen Tieren. Mit dem Aufkommen des mittelalterlichen Lehenswesens und der Entwicklung der europäischen Monarchien ändert sich dies: Bis zum 18. Jahrhundert kann Europa in Länder unterschieden werden, bei denen die Jagd ein königliches Regal ist und – seltener – die Jagd ein dem Individuum zustehendes Recht bleibt. Die Entwicklung zum königlichen Regal ist eng mit dem aufkommenden Lehenssystem verbunden:

« Qui a fief a droit de chasse. »

„Wem das Lehen zusteht, dem steht das Jagdrecht zu.“

Regelmäßig behielt sich der Lehnsherr das Jagdrecht auf Rotwild und Schwarzwild vor. Dem Klerus war, mit wenigen Ausnahmen, wie etwa in Polen, die Jagd generell untersagt.

## Länderberichte
- Dänemark: Jagdrecht (Dänemark)
- Deutschland: Jagdrecht (Deutschland)
- England und Wales: Law of country sports (England und Wales)
- Namibia: Wildlife law (Namibia)
- Österreich: Jagdrecht (Österreich)
- Schweiz: Jagdrecht (Schweiz)
- Südafrika: Wildlife law (Südafrika)
- Vereinigte Staaten: Wildlife law (Vereinigte Staaten)

## Rechtsvergleichende Analyse

### Jagdbare Tiere: Sachen- und jagdrechtlicher Status
Wilde Tiere werden heute in den meisten Staaten sachenrechtlich als res nullius angesehen, das italienische Recht spricht von res omnium, das tschechische von der res communis. Eine Ausnahme bildet seit 1990 das deutsche Recht: nach § 90a Bürgerliches Gesetzbuch (BGB) sind Tiere weder Sachen noch Personen: ihr juristischer Status ist nach § 960 BGB als „herrenlos“ definiert. Ihr Status entspricht somit dem der res nullius.
Jagdrechtlich werden wilde Tiere in Deutschland einerseits im Bundesjagdgesetz unterschieden als Wild mit Hege und Jagdschutz und andererseits als definierte Wildtiere im Naturschutzrecht.
Frankreich, die Schweiz und Portugal unterteilen die Gesamtheit aller wilden Tiere in zwei Kategorien: solche, die zur Jagd freigegeben sind, und solche, die geschützt sind. Der Schutzgrad variiert dabei je nach Tierart. 
Das norwegische Recht folgt einem präventiven Verbot mit Erlaubnisvorbehalt, das heißt die Jagd ist grundsätzlich untersagt, jedoch für einzelne Tierarten ausnahmsweise freigegeben. Das norwegische Recht kennt, ebenso wie das portugiesische und das marokkanische Recht noch eine dritte Kategorie von Tieren: schädliche Tiere, deren Definitionen  allerdings in den drei Ländern nicht übereinstimmen.

### Jagdrecht und Grundeigentum
Weltweit können im Großen und Ganzen drei Systeme unterschieden werden:
- 1. Staaten, in denen das Jagdrecht fest an das Grundeigentum gekoppelt ist,
- 2. Staaten, in denen das Jagdrecht an das Grundeigentum gebunden ist, jedoch nicht notwendigerweise das Jagdausübungsrecht nach sich zieht,
- 3. Staaten, in denen das Jagdrecht unabhängig vom Grundeigentum vom Staat vergeben wird.

In die erste Gruppe gehören Staaten wie Großbritannien, Belgien und Norwegen. Großbritannien bietet dabei die Besonderheit, dass das Jagdrecht bei einer lease (Pacht) automatisch an den lessee (Pächter) fällt; in Deutschland, Belgien und Norwegen hingegen bleibt auch bei einer Pacht das Jagdrecht beim Grundeigentümer. In Deutschland und Belgien wird das Jagdrecht als dingliches Recht betrachtet; es ist zwar ähnlich wie in Großbritannien grundsätzlich vom Grundeigentum abhängig, jedoch (gleichfalls in Norwegen) mit größeren Einschränkungen verbunden: So müssen je nach Region bestimmte Minimalflächen an Grund bestehen, damit das Jagdrecht ausgeübt werden darf (beispielsweise in Deutschland 75 ha, in Flandern 40 ha, in der Wallonie 25 ha für das Niederwild und 50 ha für das Hochwild).
In die zweite Gruppe gehören mit Unterschieden etwa Deutschland mit sowohl Eigenjagd als auch gemeinschaftlichem Jagdbezirk sowie Österreich mit dem Revierjagdsystem.
In die dritte Gruppe gehört die Schweiz, wo die Jagd ein hoheitliches Recht ist, das im föderalistischen Staatsaufbau den Kantonen zukommt (Jagdregal). Wer jagen will, braucht eine kantonale Jagdberechtigung. In den meisten Kantonen des deutschsprachigen Mittellands gilt ein Typus des Revierjagdsystem (der nicht zu verwechseln ist mit der deutschen und österreichischen Revierjagd), in den Kantonen der lateinischen Schweiz und im Alpenraum das Patentjagdsystem, und im Kanton Genf existiert die Verwaltungsjagd (vergleiche Verbot der Milizjagd im Kanton Genf).

### Staatliche Kontrolle der notwendigen Befähigung
In fast allen Staaten der Welt sind bestimmte amtliche Dokumente notwendig, um die Jagd ausüben zu dürfen. Viele Staaten erteilen diese Dokumente nur nach einer vorherigen Prüfung, teilweise auch einer obligatorischen Ausbildung. Dabei werden in einer theoretischen Prüfung systematische Kenntnisse des Jagdrechts, biologisches Wissen über Flora und Fauna sowie Wildbrethygiene geprüft. Die Mehrzahl der Staaten verlangt zusätzlich eine praktische Ausbildung. Die amtliche Jagderlaubnis kann unbefristet, das heißt lebenslang gewährt werden (so beispielsweise in Deutschland mit periodischer Wiedererlaubnis, Frankreich und Norwegen) oder nach einer bestimmten Frist verfallen (zehn Jahre in Portugal, sechs Jahre in Italien). Das Alter, in dem frühestens eine Jagderlaubnis beantragt werden kann, schwankt zwischen 15 und 18 Jahren. Eine interessante Besonderheit bietet das norwegische Jagdrecht, das für Minderjährige über 15 Jahren die Möglichkeit bietet, in Begleitung eines Erwachsenen mit Jagderlaubnis zu jagen, vergleichbar dem begleiteten Fahren. In Deutschland gibt es einen Jugendjagdschein ab 16 Jahren.
Daneben existieren auch Staaten, die die Jagderlaubnis an keine Befähigungsprüfung knüpfen. Hierzu zählen im Besonderen Großbritannien, Marokko, Polen und Spanien bis auf die Provinzen Navarra, Asturien und das Baskenland. In solchen Staaten genügt in der Regel der legale Besitz von Waffen; die Erlaubnis hierzu ist allerdings regelmäßig befristet und muss nach ein bis drei Jahren erneut beantragt werden. Großbritannien verlangt eine game licence oder game keeper licence, außer für die Hasenjagd auf eigenem oder umfriedetem Grund und Boden.